# Cassatella di sant'Agata
La cassatella di sant'Agata (minnuzzi 'i sant'Àjita o minnuzzi 'i Vìrgini in siciliano) è un dolce tradizionale catanese, che viene realizzato durante la festa di sant'Agata.

## Origini
Secondo quanto arguito da Emanuele Ciaceri, la festa di sant'Agata trarrebbe origine in molte sue parti dai culti isidei. Uno degli elementi di maggior interesse per lo studioso è proprio il dolce chiamato minnuzza di Vìrgini, che riproporrebbe il seno della dea Iside nella sua veste di dea madre.
Un altro parallelo si trova nei culti dei misteri eleusini, dove in occasione dei riti demetriaci si usava consumare dei panetti dolci il cui aspetto riproponeva il seno della dea Demetra, protettrice delle messi e a sua volta considerata anch'essa dea madre. Entrambi i culti, quello isideo e quello demetriaco, sono documentati a Catania sia da fonti scritte che dai rinvenimenti archeologici; questi culti hanno influenzato, dove piuttosto non sono stati assorbiti del tutto, le festività religiose agatine, così il panetto dolce rappresentante la fertilità della madre terra assume il valore simbolico dell'atto del martirio subito dalla santa catanese alla quale fu amputata una mammella.

## Descrizione
La cassatella di sant'Agata è di fatto una piccola cassata siciliana a forma di piccoli seni.
Si tratta di dolci a forma tondeggiante fatti con pan di Spagna imbevuto di rosolio e farciti con ricotta, gocce di cioccolato e canditi. All'esterno sono ricoperti di glassa bianca e rifiniti con una ciliegia candita in cima. La ricotta è fatta rigorosamente con il latte di pecora.